# 몬테스쿠다이오
몬테스쿠다이오 (Montescudaio) 이탈리아 토스카나주의 피사도에 위치한 코무네 (지방자치단체)이다. 피렌체에서 남서쪽 약 70 킬로미터 (43 mi) 피사에서 동남쪽 약 45 킬로미터 (28 mi) 거리에 있다. '이탈리아의 가장 아름다운 마을' 명단에 올라간 곳 중 하나이다.

## 자매 도시
- 스페인 카스트릴 2006년 이후
- 독일 에버슈타트 1984년 이후
- 미국령 버진아일랜드 샬럿아말리에 2010년 이후
- 미국령 버진아일랜드 크리스천스테드 2010년 이후
- 미국령 버진아일랜드 프레릭스테드 2010년 이후
- 체코 브란디스나트라벰스타라볼레슬라프